# Xã Pine, Quận Benton, Indiana
Xã Pine (tiếng Anh: Pine Township) là một xã thuộc quận Benton, tiểu bang Indiana, Hoa Kỳ. Năm 2010, dân số của xã này là 330 người.